# آپافیس (دروازه ستارگان)
در مجموعهٔ تلویزیونی دروازهٔ ستارگان اس‌جی-۱ آپافیس گؤائولدی ملهم از آپاپی خدای مصر باستان بود. آپافیس خود صورت یونانی‌شدهٔ آپاپی است. بازیگر نقش آپافیس پیتر ویلیامز بود.
نخستین حضور آپافیس در قسمت اول مجموعهٔ تلویزیونی، «فرزندان خدایان» بود، و در طول چهار فصل نخست خصم و دشمن اصلی اس‌جی-۱ محسوب شدی. آپافیس همهٔ ویژگی‌های استاندهٔ شخصیتی یک گؤائولد را، شامل گستاخی، سنگدلی، و خودبزرگ‌بینی، دارا بود. او همچنین بسیار خوش‌شانس و کاردان بود به طوری که بارها توانست از مرگ مسلم بگریزد.

## پیش‌زمینه
با آنکه گؤائولدان همگی تا حدی جنگ‌دوست‌ هستند، آپافیس به طرزی غیرعادی جنگ‌گرا بود. دیده شده‌است که خود پیاده به نبرد یا شرایط نبردگونه رود. جامهٔ معمولی وی از پارچه‌های مجلل نیست بلکه گونه‌ای از زره جنگی گؤائولد است، منتها طلایی‌رنگ و نه نقره‌ای-خاکستری (که رنگ عادی‌است). تنها ارباب سامانهٔ دیگری که دانسته‌است چنین می‌کرده هرو-اور بود.
آپافیس کینه‌جوی راع، مهتر اربابان سامانهٔ امپراتوری گؤائولد بود، درست همچنان که در اساطیر مصری. هنگامی که دنیل جکسن و جک انیل راع را کشتند، بی آنکه متوجه باشند قدرت آپافیس را افزایش داده و به وی اجازه دادند که حمله‌هایی علیه زمین و آبیدوس از طریق دروازهٔ ستارگان صورت دهد. گرچه همچنین به نظر می‌آید که این حمله‌ها جنبهٔ دستبردی داشته‌است و هدف آن اسیر گرفتن انسان‌ها برای میزبانی گؤائولدهای بالغ بوده‌است. در طی این حمله‌ها آپافیس زن دنیل جکسن، شاره، را که میزبان ملکهٔ آپافیس آمونت شد و همچنین برادر شاره اسکارا که میزبان فرزند آپافیس کلرل شد ربود. در چند فصل ابتدایی جنگ اس‌جی-۱ علیه آپافیس و تلاش آنها برای یافتن و نجات شاره از مضمون‌های اصلی بود.

## برخورد با اس‌جی-۱
پس از چندین زد و خورد جزئی میان اس‌جی-۱ و نیروهای آپافیس، آپافیس سرانجام یک حملهٔ تمام‌عیار با دو سفینهٔ مادر و سپاهی از جفاها علیه زمین صورت داد. جنگ‌افزارهای هسته‌ای زمین در برابر فناوری گؤائولد بی‌تأثیر شدند. اما در نهایت حمله توسط اس‌جی-۱ خنثی شد. به این صورت که دنیل جکسن نشانی‌ای پیدا کرد که متعلق به اختر دروازه‌ای در یکی از سفینه‌ها بود. از طریق این اختر دروازه اس‌جی-۱ پنهانی وارد یکی از سفینه‌ها شدند و سرانجام هر دو سفینه را نابود کردند که نابودی ناوگان و لشکر آپافیس را به دنبال داشت. همچنین گمان رفت که آپافیس نیز خود به هلاکت رسیده‌است اما او در واپسین دقیقه از طریق اختر دروازهٔ واقع در سفینه از مهلکه گریخته بود.
سفینه‌ها و سپاه نابود شده بخش مهمی از نیروهای آپافیس بوند و با نابودی آنها مرتبهٔ وی نزد سایر گؤائولدها تنزل کرد. او به زودی مورد حملهٔ به‌تازگی قدرتمندترین و بدذات‌ترین گؤائولد، سوکار، قرار گرفت. سوکار باقیماندهٔ نیروهای آپافیس را تار و مار و خودِ آپافیس را دستگیر و شکنجه کرد.
آپافس عاقبت توانست به نحوی از بند سوکار بگریزد. او پس از تعقیب شدن توسط غلامان سوکار و سقوط هواگرد مرگش توسط اس‌جی-۱ که در مأموریتی برون‌سیاره‌ای بودند، یافت شد. آپافیس از اس‌جی-۱ و تائوریان که بزرگ‌ترین دشمنش بودند تقاضای پناهندگی کرد و ایشان با بی‌میلی پذیرفتند. هنگامی که آپافیس در زمین به عنوان یک زندانی در فرماندهی دروازهٔ ستارگان به سر می‌برد، هر یک از اعضای اس‌جی-۱ فرصت یافتند که برخوردی یک‌به‌یک با وی که در بستر مرگ بود، بدارند.